# Odessa (Nova York)
Odessa és una població dels Estats Units a l'estat de Nova York. Segons el cens del 2000 tenia 617 habitants.

## Demografia
Segons el cens del 2000, Odessa tenia 617 habitants, 246 habitatges, i 164 famílies. La densitat de població era de 196,9 habitants per km².
Dels 246 habitatges en un 34,1% hi vivien nens de menys de 18 anys, en un 52,4% hi vivien parelles casades, en un 12,6% dones solteres, i en un 33,3% no eren unitats familiars. En el 29,3% dels habitatges hi vivien persones soles el 13,8% de les quals corresponia a persones de 65 anys o més que vivien soles. El nombre mitjà de persones vivint en cada habitatge era de 2,46 i el nombre mitjà de persones que vivien en cada família era de 3,04.
Per edats la població es repartia de la següent manera: un 25,8% tenia menys de 18 anys, un 8,1% entre 18 i 24, un 27,4% entre 25 i 44, un 25,8% de 45 a 60 i un 13% 65 anys o més.
L'edat mediana era de 37 anys. Per cada 100 dones de 18 o més anys hi havia 84,7 homes.
La renda mediana per habitatge era de 41.250 $ i la renda mediana per família de 51.429 $. Els homes tenien una renda mediana de 27.969 $ mentre que les dones 27.143 $. La renda per capita de la població era de 18.639 $. Entorn del 8,8% de les famílies i el 8,9% de la població estaven per davall del llindar de pobresa.